# Championnats d'Afrique de boxe amateur 2003
Navigation
Édition précédente Édition suivante
La 12e édition des championnats d'Afrique de boxe amateur s'est déroulée à Yaoundé, Cameroun, du 9 au 18 mai 2003. 

## Résultats

### Podiums
| Catégories                  | Or                      | Argent             | Bronze                               |
| Poids mi-mouches (-48 kg)   | Anicet Rasoanaivo       | Jonah Ramasia      | Redouane Bouchtouk Cherif Saki       |
| Poids mouches (-51 kg)      | Hicham Mesbahi          | Lechedzani Luza    | Mebarek Soltani Célestin Augustin    |
| Poids coqs (-54 kg)         | Malik Bouziane          | Bruno Julie        | Festus Gabanda Hamid Ait Bighrade    |
| Poids plumes (-57 kg)       | Yakubu Amidu            | Hadj Belkheir      | Ludumo Galada Khalid Habchane        |
| Poids légers (-60 kg)       | Tahar Tamsamani         | Hocine Ziani       | Gilbert Khunwang Taoufik Chobba      |
| Poids super-légers (-64 kg) | Mohamed Allalou         | Sipho Mwelase      | Jean-Baptiste Bekonje Hicham Nafil   |
| Poids welters (-69 kg)      | Benamar Meskine         | Seroba Binda       | Miloud Ait Hammi Rached Merdassi     |
| Poids moyens (-75 kg)       | Hassan N'Dam N'Jikam    | Muleba Mbilo       | Thomas Awingano Khotso Godfrey Motau |
| Poids mi-lourds (-81 kg)    | Pasteur Tshibangu Mbuyi | Mohamed Akli Amari | Pierre Célestin Yana Mourad Sahraoui |
| Poids lourds (-91 kg)       | Parfait Amougou         | Tony Eleftheriou   | Moussa Konaté Mourad Benzeghiba      |
| Poids super-lourds (+91 kg) | Armand Netsing Takam    | Michael Macaque    | Frank Frimpong Kamel Rahmani         |

### Tableau des médailles
| Place | Pays              | Médaille d'or, Afrique | Médaille d'argent, Afrique | Médaille de bronze, Afrique | Total |
| ----- | ----------------- | ---------------------- | -------------------------- | --------------------------- | ----- |
| 1     | Algérie           | 3                      | 3                          | 4                           | 10    |
| 2     | Cameroun          | 3                      | 0                          | 2                           | 5     |
| 3     | Maroc             | 2                      | 0                          | 5                           | 7     |
| 4     | Zaïre             | 1                      | 1                          | 0                           | 2     |
| 5     | Ghana             | 1                      | 0                          | 2                           | 3     |
| 6     | Madagascar        | 1                      | 0                          | 1                           | 2     |
| 7     | Botswana          | 0                      | 3                          | 1                           | 4     |
| 8     | Afrique du Sud    | 0                      | 2                          | 2                           | 4     |
| 9     | Maurice           | 0                      | 2                          | 0                           | 2     |
| 10    | Tunisie           | 0                      | 0                          | 3                           | 3     |
| 11    | Mali              | 0                      | 0                          | 1                           | 1     |
| 11    | Rwanda            | 0                      | 0                          | 1                           | 1     |
| Total | 12 pays médaillés | 11                     | 11                         | 22                          | 44    |